# Реттенмайер, Трэвис
Трэвис Реттенмайер (англ. Travis Rettenmaier; род. 6 августа 1983 года в Тарзана, Лос-Анджелес, США) — американский профессиональный теннисист.

## Спортивная карьера
Профессиональную карьеру начал в 2002 году. Наивысшая позиция в рейтинге в одиночном разряде 273 место. Наилучших результатов добился в парном разряде. Вместе с мексиканским теннисистом Сантьяго Гонсалесом в мае 2010 года выиграл турнир ATP в Белграде. Вместе с ним в июле 2010 года сумел дойти до финала в Ньюпорте. Наивысшая позиция в парном рейтинге 57 место.

## Финалы турниров ATP
| Легенда                        |
| ------------------------------ |
| Турниры Большого шлема         |
| Кубок Мастерс / финал АТР-тура |
| ATP Мастерс / ATP Мастерс 1000 |
| АТР Gold / АТР 500             |
| АТР International/ АТР 250     |

### Титулы ATP (1)

#### Парный разряд (1)
| №  | Дата       | Турнир  | Покрытие | Партнёр           | Соперники в финале              | Счёт в финале |
| -- | ---------- | ------- | -------- | ----------------- | ------------------------------- | ------------- |
| 1. | 9 мая 2010 | Белград | Грунт    | Сантьяго Гонсалес | Матеуш Ковальчик Томаш Беднарек | 7-6(6), 6-1   |

### Поражения в финалах (1)

#### Парный разряд (1)
| №  | Дата        | Турнир  | Покрытие | Партнёр           | Соперники в финале        | Счёт     |
| 1. | 11 июл 2010 | Ньюпорт | Трава    | Сантьяго Гонсалес | Карстен Болл Крис Гуччоне | 3-6, 4-6 |